# 1987-es Giro d’Italia
Az 1987-es Giro d’Italia volt a 70. olasz kerékpáros körverseny. Május 21-én kezdődött és június 13-án ért véget. Végső győztes az ír Stephen Roche lett.

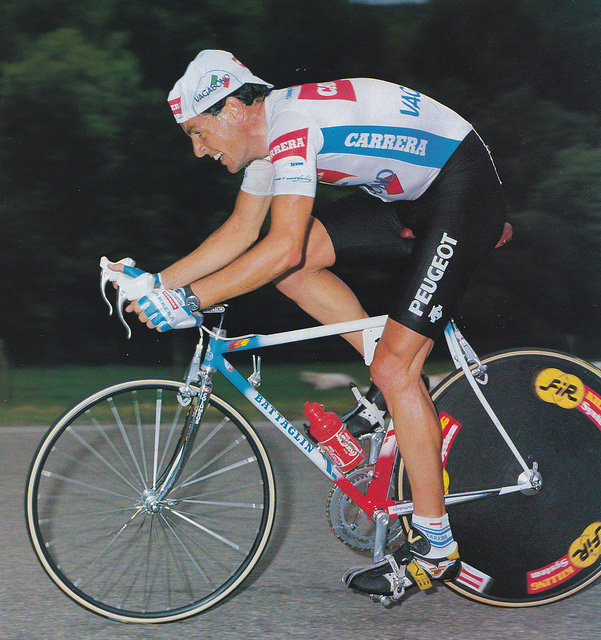
Stephen Roche

## Végeredmény
|    | Versenyző           | Idő                    |                |
| -- | ------------------- | ---------------------- | -------------- |
| 1  | Stephen Roche       | Carrera Jeans-Vagabond | 105 óra 39' 42 |
| 2  | Robert Millar       | Panasonic-Merckx       | + 3' 40        |
| 3  | Erik Breukink       | Panasonic-Merckx       | + 4' 17        |
| 4  | Marino Lejarreta    | Seat-Orbea             | + 5' 11        |
| 5  | Flavio Giupponi     | Del Tongo-Colnago      | + 7' 42        |
| 6  | Marco Giovannetti   | Gis Gelati             | + 11' 05       |
| 7  | Phil Anderson       | Panasonic-Merckx       | + 13' 36       |
| 8  | Peter Winnen        | Panasonic-Merckx       | + 13' 56       |
| 9  | Johan Van der Velde | Gis Gelati             | + 13' 57       |
| 10 | Steve Bauer         | Toshiba-Look           | + 14' 41       |